# Jean Lafitte
Jean Lafitte také Jean Laffite' (okolo 1780? – okolo 1825?) byl americký lupič a pašerák.

## Život
Místo jeho narození není známé, je doloženo pouze, že se narodil ve Francii nebo ve francouzské kolonii Saint-Domingue.
V roce 1805 vlastnil kovárnu v New Orleans. Jeho činnost byla ale nezákonná, protože prostory provozoval jako sklad s pašovaným zbožím a s otroky. Zboží pašoval jeho bratr Pierre Lafitte a společně ho prodávali. V roce 1807 přesunul své obchodní aktivity do zálivu Barataria Bay v Louisianě, kde si postavil přístav. Nový přístav byl velmi úspěšný, a tak začal provozovat i pirátství. Záliv byl důležitým místem pro přístup do New Orleans, proto mu Britové během války v roce 1812 nabídli 30 000 dolarů jako odměnu za jeho oddanost Británii a za to, že se stanem kapitánem v královském námořnictvu. Předstíral, že nabídku přijímá, ale varoval úředníky v New Orleans, že jim hrozí nebezpečí. Během mexické války za nezávislost se přestěhoval se do Galveston Island v Texasu, kde založil pirátskou kolonii zvanou Campeche a pokračoval v pirátské činnosti tím, že napadal španělské obchodní lodě kolem přístavů Střední Ameriky až do své smrti kolem roku 1823. Zemřel někde v Karibiku či na ostrovech Atlantského oceánu, přesné místo úmrtí není známé. O jeho životě a smrti se mezi historiky stále vedou spekulace.